# International Superstar Soccer 99
International Superstar Soccer 99 (World Soccer GB2) est un jeu vidéo de football sorti en 1999 sur Game Boy Color. Le jeu a été développé et édité par Konami.

## Accueil
- Jeuxvideo.com : 12/20[1]